# Ordine di Chalais

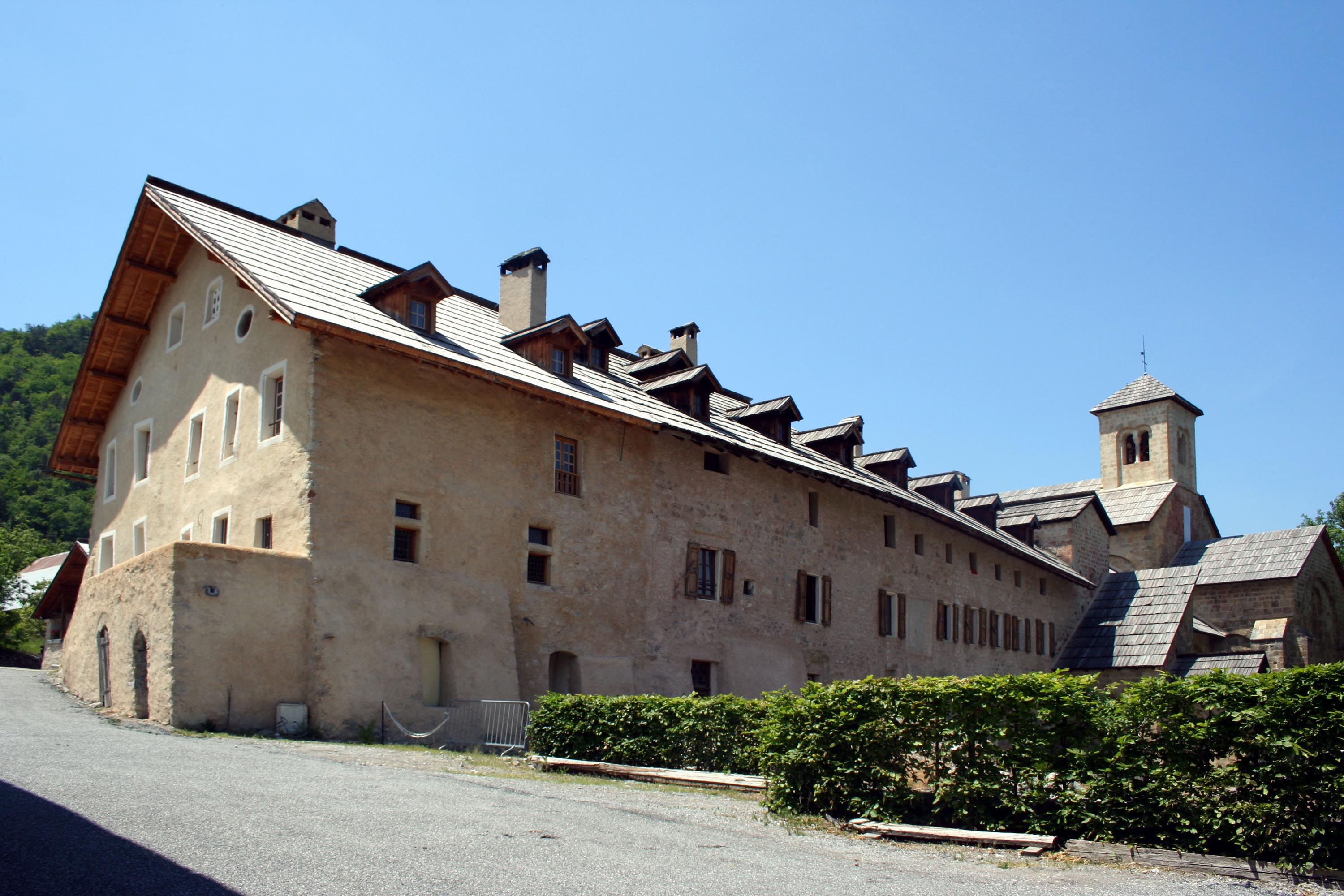
L'abbazia di Nostra Signora di Boscodon, fondata dai primi monaci dell'Ordine di Chalais, come si presenta oggi.

L'Ordine monastico di Chalais fu fondato dal vescovo di Grenoble Ugo di Chateauneuf che si stabilì con un gruppo di uomini sopra Voreppe, nel dipartimento dell'Isère, sui contrafforti delle prealpi della Chartreuse. Desiderosi di vivere lontano dal mondo e di essere uniti nella preghiera, Ugo ed i suoi compagni volevano rivivere la Regola di San Benedetto senza integrarsi nella vita parrocchiale o secolare. I primi monaci «eremiti di Chalais» dovevano vivere di lavoro nella foresta e di allevamento di ovini, intralciati dai potenti vicini della Certosa. Chalais divenne abbazia nel 1124.
Nel 1142 Chalais fu chiamata dal vescovo di Embrun per rinforzare una piccola comunità installata nel 1130 nella cappella di San Marcellino, sulle alture boscose di Boscodon, nei pressi di Embrun, che dipendeva allora dalle contee di Forcalquier e di Provenza.
L'ordine di Chalais era nato seguendo la regola di San Benedetto da Norcia ed i monaci costruirono l'Abbazia di Nôtre-Dame de Boscodon che diverrà Casa principale dell'Ordine all'inizio del XIII secolo, allorché l'abbazia-madre, Chalais, verrà assorbita dalla Grande Chartreuse e diverrà un'abbazia certosina.